# Конвей (Пенсільванія)
Конвей (англ. Conway) — місто (англ. borough) в США, в окрузі Бівер штату Пенсільванія. Населення — 2168 осіб (2020).

## Географія
Конвей розташований за координатами 40°39′59″ пн. ш. 80°14′25″ зх. д. / 40.66639° пн. ш. 80.24028° зх. д. (40.666350, -80.240199).  За даними Бюро перепису населення США в 2010 році місто мало площу 3,78 км², з яких 3,31 км² — суходіл та 0,47 км² — водойми.

## Демографія
Згідно з переписом 2010 року, у селищі мешкало 2176 осіб у 976 домогосподарствах у складі 613 родин. Густота населення становила 576 осіб/км².  Було 1044 помешкання (276/км²).
Расовий склад населення:
| - 96,7 % — білих - 1,1 % — чорних або афроамериканців - 0,3 % — азіатів - 0,1 % — корінних американців |

До двох чи більше рас належало 1,5 %. Частка іспаномовних становила 1,0 % від усіх жителів.
За віковим діапазоном населення розподілялося таким чином: 19,8 % — особи молодші 18 років, 55,3 % — особи у віці 18—64 років, 24,9 % — особи у віці 65 років та старші. Медіана віку мешканця становила 46,1 року. На 100 осіб жіночої статі у селищі припадало 87,6 чоловіків;  на 100 жінок у віці від 18 років та старших — 83,8 чоловіків також старших 18 років.
Середній дохід на одне домашнє господарство  становив 55 736 доларів США (медіана — 48 447), а середній дохід на одну сім'ю — 72 169 доларів (медіана — 61 250). Медіана доходів становила 48 235 доларів для чоловіків та 35 531 долар для жінок. За межею бідності перебувало 6,8 % осіб, у тому числі 9,5 % дітей у віці до 18 років та 12,6 % осіб у віці 65 років та старших.
Цивільне працевлаштоване населення становило 1033 особи. Основні галузі зайнятості: освіта, охорона здоров'я та соціальна допомога — 19,7 %, роздрібна торгівля — 14,5 %, виробництво — 13,5 %.